# Alexandre Pittin
Alexandre Pittin (* 21. September 1983 in Sallanches) ist ein ehemaliger französischer Skirennläufer. Seine Spezialdisziplin war die Abfahrt.

## Biografie
Pittin ging bei FIS-Rennen erstmals im November 1998 an den Start. Im Europacup fuhr er seine ersten Rennen im März 2002. In den Jahren 2002 und 2003 nahm er an den Juniorenweltmeisterschaften teil und erzielte als bestes Resultat den 12. Rang im Super-G 2003. Den ersten Europacupsieg feierte der Franzose am 31. Januar 2008 in der Abfahrt seines Wohnortes Chamonix, zuvor war er noch nie unter die besten zehn gekommen. In der Saison 2007/08 gelangen ihm noch zwei weitere Top-10-Plätze und am Ende belegte er Rang neun in der Abfahrtswertung.
Im Jahr 2004 bestritt Pittin seine ersten beiden Abfahrten im Weltcup, blieb aber weit außerhalb der Punkteränge. Die nächsten Weltcupeinsätze folgten erst 2008. In diesem Jahr belegte er in den beiden Abfahrten von Kvitfjell jeweils den 31. Platz und verpasste damit nur knapp seine ersten Weltcuppunkte. Bei den nächsten Weltcupstarts ein Jahr später, wiederum in Kvitfjell, kam er jedoch nicht unter die besten 50. Die Saison 2009/10 musste Pittin verletzungsbedingt bereits im November beenden. Im Sommer 2010 verletzte sich Pittin beim Training in Südamerika erneut und bestritt danach keine Rennen mehr.

## Erfolge

### Juniorenweltmeisterschaften
- Tarvisio 2002: 21. Abfahrt, 49. Super-G
- Briançonnais 2003: 12. Super-G

### Europacupsiege
| Datum           | Ort      | Land       | Disziplin |
| --------------- | -------- | ---------- | --------- |
| 31. Januar 2008 | Chamonix | Frankreich | Abfahrt   |